# Administration militaire finlandaise en Carélie orientale
L'administration militaire finlandaise en Carélie orientale était un système administratif intérimaire établi dans les régions de la république socialiste soviétique carélo-finnoise (KFSSR) de l'Union soviétique qui étaient occupées par l'Armée de terre finlandaise pendant la guerre de Continuation. 
L'administration militaire a été mise en place le 15 juillet 1941 et a pris fin au cours de l'été 1944. 
L'objectif de l'administration était de préparer la région à une éventuelle annexion par la Finlande.
L'administration n'englobait pas les territoires cédés à l'Union soviétique dans le traité de paix de Moscou et repris par la suite par les Finlandais lors de l'offensive de l'été 1941.

## Organisation
L'administration militaire est établie sur ordre du commandant en chef et était principalement sous le contrôle de l'armée, et non du gouvernement finlandais,. Elle est divisée en trois districts ("piiri"), qui sont subdivisés en sous-régions ("alue"). 
L'administration militaire utilise exclusivement des noms de lieux finno-caréliens (les noms russes sont indiqués entre parenthèses).
Liste des divisions administratives de la Carélie orientale:
- District d'Aunus (Olonets) 
  - Äänislinna/Onegaborg (Petrozavodsk)
  - Aunus
  - Vitele
  - Vieljärvji
  - Kontupohja (Kondopoga)
  - Munjärvi (Munozero)
  - Teru/Prääsä (Pryazha)
  - Soutjärvi (Shyoltozero)
  - Vaaseni (Važiny)
  - Äänisniemi (Zaonežje)
  - Äänisenranta (Raïon des rives de l'Onega)
- District de Maaselkä (Maselga) 
  - Rukajärvi (Rugozero)
  - Paatene (Padany)
  - Porajärvi (Porosozero)
  - Karhumäki (Medvejiegorsk)
  - Repola
- Viena (Belomorye) district
  - Kiestinki (Kestenga)
  - Uhtua (Ukhta)

Le district de Maaselkä a été aboli à la fin de 1942. Les sous-régions de Karhumäki, Paatene et Porajärvi ont été transférées au district d'Aunus et les sous-régions de Repola et Rukajärvi ont été transférées au district de Viena.